# Sidi Yahya El Gharb
Sidi Yahya El Gharb (en àrab سيدي يحيى الغرب, Sīdī Yaḥyà al-Ḡarb; en amazic ⵙⵉⴷⵉ ⵉⵃⵢⴰ ⵏ ⵓⵜⴰⵔⴰⵎ) és un municipi de la província de Sidi Slimane, a la regió de Rabat-Salé-Kenitra, al Marroc. Segons el cens de 2014 tenia una població total de 37.979 persones. Antigament havia format part de la província de Kénitra i al seu territori hi ha una estació de comunicacions navals dels Estats Units.